# Jochen Hahn (Rennfahrer)

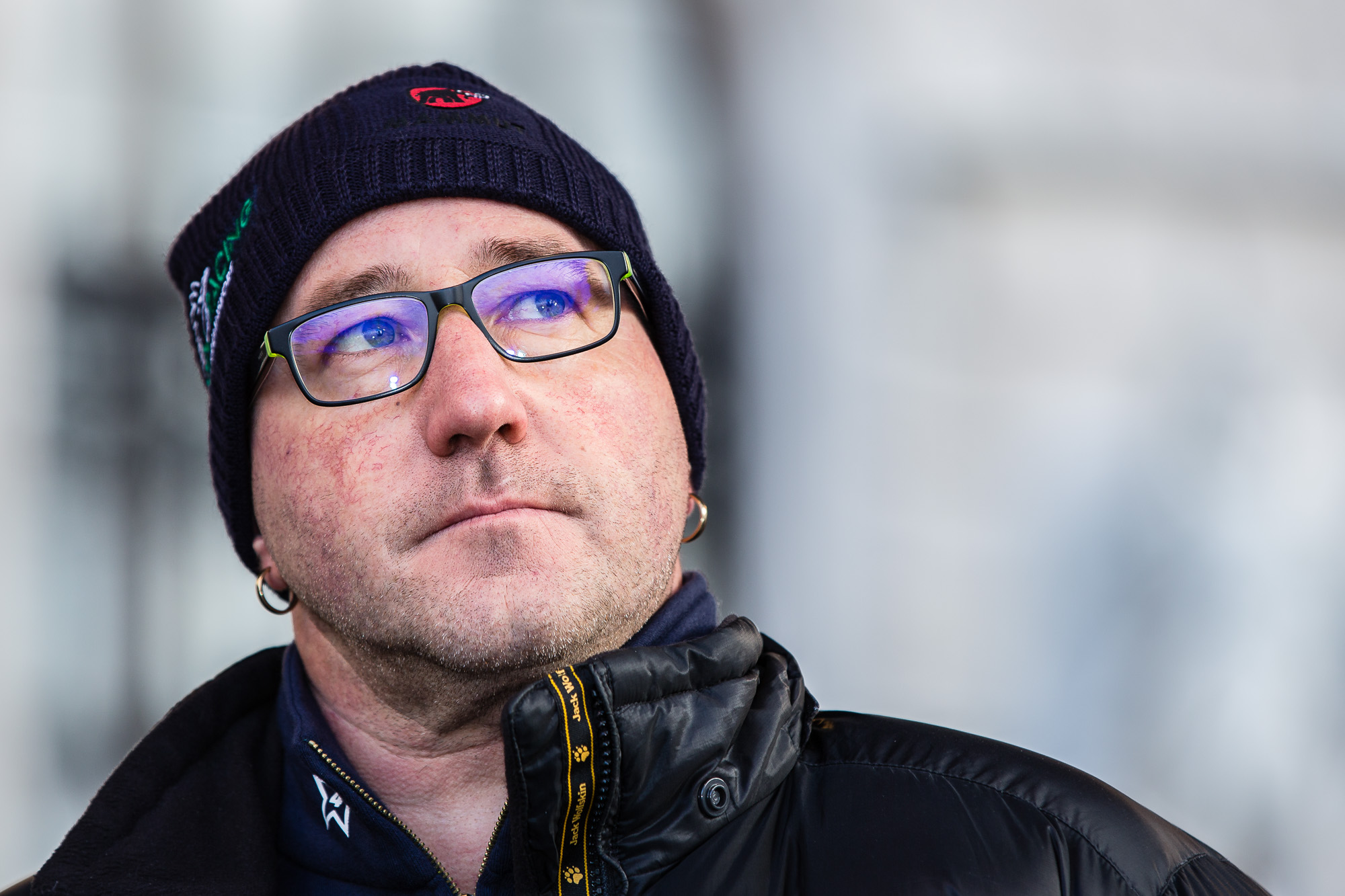
Jochen Hahn bei ÖAMTC Welt des Motorsports 2016

Jochen Hahn (* 18. April 1974 in Altensteig) ist ein deutscher Truckrennfahrer für das Team Hahn Racing.

## Leben

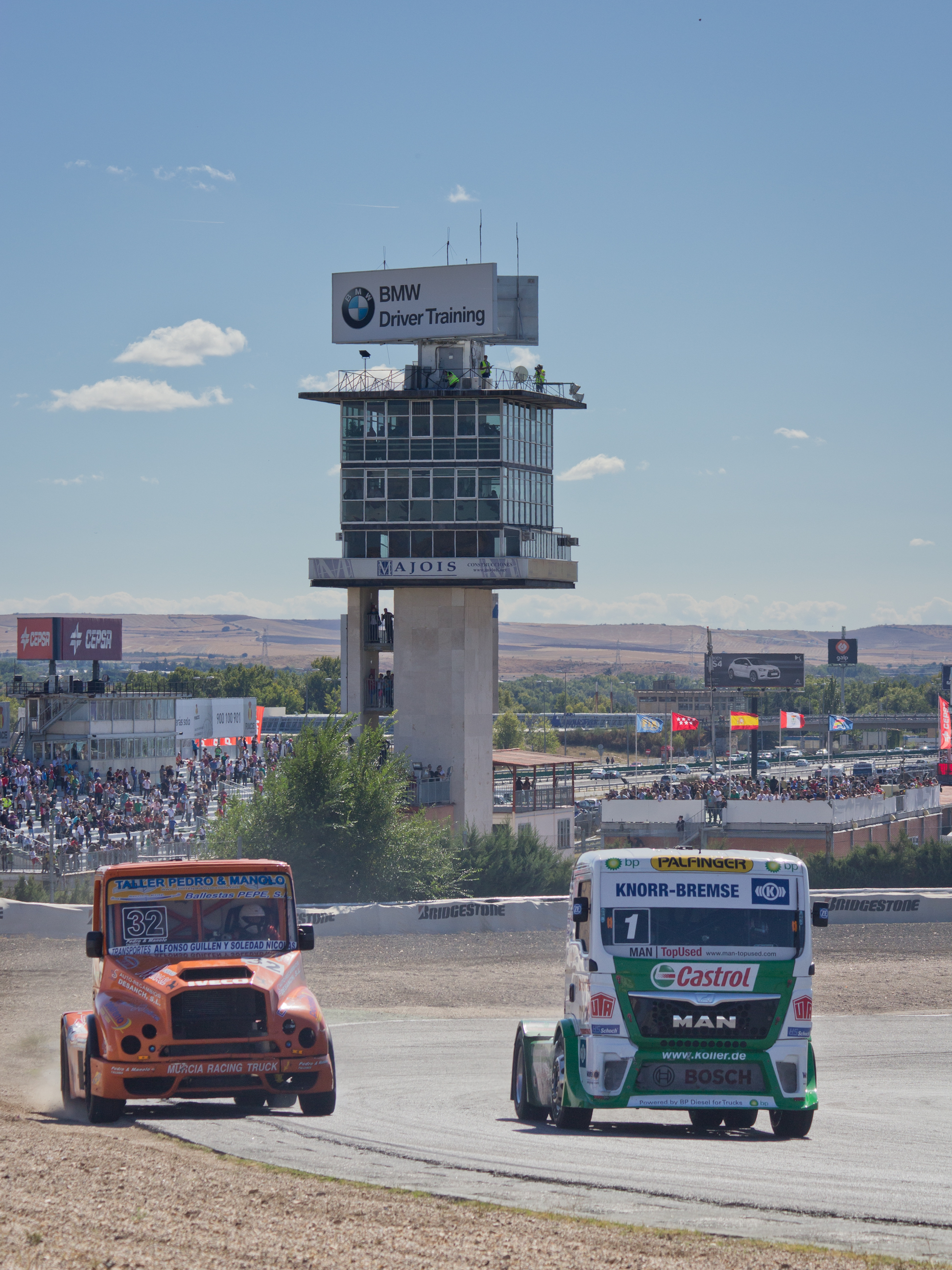
Pedro Ignacio García Marco und Jochen Hahn auf dem Circuito del Jarama während der Saison 2013

Jochen Hahn ist seit 2000 in der Truck-Racing-Europameisterschaft unterwegs. Er übernahm das Steuer des Renntrucks von seinem Vater und ehemaligen Teamchef, Konrad „Konny“ Hahn (verstorben). Dieser nahm ab 1996 an der Europameisterschaft teil und erreichte mit drei Podiumsplatzierungen 1999 Platz 5 in der Gesamtwertung. Nach einem schweren Unfall auf dem Circuit Zolder beendete er jedoch seine Fahrerkarriere und übergab den Fahrersitz an seinen Sohn.
Bis 2007 fuhr das Team Hahn Racing mit einem Mercedes-Truck, trat aber ab 2008, nach dem Ausstieg von Mercedes aus dem Truck-Racing, mit einem LKW von MAN an. Ab 2017 tritt das Team Hahn Racing in einem Iveco Stralis an.
Nachdem er von 2000 bis 2010 die Saison immer auf den Plätzen 3 bis 6 beendet hatte, gewann Jochen Hahn 2011, 2012 und 2013 den Europameister-Titel in der FIA European Truck Racing Championship. Somit würde der Race-Truck des dritten Hattrick-Europameisters in der Geschichte der FIA European Truck Racing Championship auch in der Saison 2014 die Nummer 1 tragen. Vor ihm gelang es nur Curt Göransson (Europameister der Klasse B 1988, 1989 und 1990) und Heinz-Werner Lenz (Europameister in der Race-Trucks-Klasse 1997, 1998 und 1999), die Meisterschaft in derselben Klasse drei Mal in Folge zu gewinnen. Auch Steve Parrish gewann 1992, 1993 und 1994 drei Europameister-Titel im Truck Racing, allerdings nicht in der gleichen Klasse. Gewann er 1992 und 1993 die Klasse C, so war es 1994 die Super-Race-Trucks-Klasse. Seit die Klasse Super-Race-Trucks zum Saisonbeginn 2006 abgeschafft wurde, gelang es vor Jochen Hahn und seinem Team noch niemandem, sich den Titel-Hattrick zu sichern.
Zudem wurde er 2013 beim Truck-Grand-Prix am Nürburgring zum sechsten Mal in Folge von den Zuschauern zum beliebtesten Truckracer gewählt.
2014 wurde Hahn von Norbert Kiss vom Thron gestoßen und beendete die Saison als Vize-Europameister vor Antonio Albacete. Die Saison 2015 wurde klar von Norbert Kiss dominiert, während Adam Lacko und Hahn um den zweiten Platz kämpften. Die Entscheidung fiel im letzten Rennen des Finales in Le Mans: Jochen Hahn beendete die Saison auf Platz 3 knapp hinter Adam Lacko und dem alten und neuen Europameister Norbert Kiss.
2016 ging Jochen Hahn demnach mit der Startnummer 3 an den Start und beendete die Saison mit 55 Punkten Vorsprung vor dem Zweitplatzierten Adam Lacko und 202 Punkten vor dem Drittplatzierten René Reinert erneut als Truck-Racing-Europameister und fuhr damit den vierten Titel in einer Truck-Racing-Europameisterschaft ein. So fehlt ihm noch ein Sieg, um mit Steve Parrish (5 Truck-Racing-Titel) gleichzuziehen. Bereits jetzt steht er jedoch auf einer Stufe mit Curt Göransson (4 Truck-Racing-Titel) und hat die mehrfachen Meister Antonio Albacete, Slim Borgudd, Rod Chapman, Gerd Körber, Heinz-Werner Lenz und Richard Walker  (je 3 Titel) übertroffen.
2017 ging das Team Hahn Racing mit Rennfahrer Jochen Hahn nach neun Jahren auf MAN mit einem Iveco-Renntruck (wieder Startnummer 1) an den Start und wurde Vize-Europameister.
2018 wurde Jochen Hahn erneut Truck-Racing-Europameister und zog damit mit der Truck-Racing-Legende Steve Parrish (5 Truck-Racing-Titel) aus dem Vereinigten Königreich gleich.
Mit dem erneuten (nun sechsten) Titelgewinn bei der Truck-Racing-Europameisterschaft 2019 übertrifft er gar alle anderen Truck-Racing-Europameister und wird damit selbst zur Legende. In der 35-jährigen Geschichte der Truck-Racing-Europameisterschaft hat noch kein anderer Rennfahrer je so viele Titel eingefahren.

## Erfolge
- 2006: 3. Platz in der Gesamtwertung
- 2007: 4. Platz in der Gesamtwertung
- 2008: 4. Platz in der Gesamtwertung, beliebtester Truck-Rennfahrer
- 2009: 3. Platz in der Gesamtwertung, beliebtester Truck-Rennfahrer
- 2010: 3. Platz in der Gesamtwertung, beliebtester Truck-Rennfahrer
- 2011: Europameister, beliebtester Truck-Rennfahrer
- 2012: Europameister, beliebtester Truck-Rennfahrer
- 2013: Hattrick-Europameister (der 3. in der Geschichte dieses Sports), beliebtester Truck-Rennfahrer
- 2014: Vize-Europameister
- 2015: 3. Platz in der Gesamtwertung
- 2016: Europameister (zum 4. Mal), 100ster EM Sieg in Le Mans eingefahren, Drivers Driver Pokal (von allen Fahrern gewählt)
- 2017: Vize-Europameister (zum 2. Mal)
- 2018: Europameister (zum 5. Mal)
- 2019: Europameister (zum 6. Mal)
- 2021: 4. Platz in der Gesamtwertung
- 2022: Vize-Europameister (zum 3. Mal)
- 2023: Vize-Europameister (zum 4. Mal)